# Dachniki
Dachniki (en  ruso: Дачники) Es el tercer álbum de la banda de ska punk ruso, Leningrad. Al igual que el disco anterior contiene un lenguaje soez. La idea central del álbum es la vida dura de unos trabajadores que no encuentran descanso incluso en su casa. La portada de un álbum muestra la silueta de un personaje trabajando con una pala en sus manos. La canción “SKA” trata sobre el mismo tema y a la vez hace juego con el nombre del género musical. El disco también tiene canciones escandalosas como “Nashla”, una parodia de la canción de Zemfira “Iskala”.
Aunque muchos creen que es el mejor álbum de la banda tuvo menos éxito que el anterior Mat bez elektrichestva. Según Sergei Shnurov: “Para mi Mat bez elektrichestva es el mejor álbum de Leningrad”.

## Listado de temas
| N.º   | Título                                                                   | Duración |  |
| 1.    | «"Дачники" - Dachniki - (Cottage People)»                                | 2:10     |  |
| 2.    | «"СКА" - SKA»                                                            | 1:46     |  |
| 3.    | «"Когда Нет Денег" - Kogda net deneg - (Cuando no hay dinero)»           | 2:58     |  |
| 4.    | «"Руки Из Карманов" - Ruki iz karmanov - (Manos fuera de las bolsillos)» | 1:33     |  |
| 5.    | «"Колбаса-Любовь" - Kolbasa-lyubov' - (Salchicha-amor)»                  | 1:18     |  |
| 6.    | «"Хуй В Пальто" - Huy v pal'to - (Pija en un abrigo)»                    | 2:58     |  |
| 7.    | «"Космос" - Kosmos - (Cosmos)»                                           | 1:41     |  |
| 8.    | «"007"»                                                                  | 2:10     |  |
| 9.    | «"Инструментал" - Instrumental»                                          | 2:06     |  |
| 10.   | «"День Рождения" - Den' Rozhdeniya - (Cumpleaños)»                       | 1:27     |  |
| 11.   | «"Нашла" - Nashla»                                                       | 3:06     |  |
| 12.   | «"Я И.О.Б.Г." - Ya I.O.B.G.»                                             | 1:38     |  |
| 13.   | «"Блюз" - Blyuz -(Blues)»                                                | 3:07     |  |
| 14.   | «"Группа Крови" - Gruppa krovi - (Grupo sanguíneo)»                      | 3:28     |  |
| 15.   | «"Прогноз Погоды" - Prognoz pogodi - (Pronóstico del tiempo)»            | 2:16     |  |
| 16.   | «"Ну, Погоди!" - Nu, pogodi! - (¡Cuidado!)»                              | 1:39     |  |
| 17.   | «"Терминатор"- Terminator - (Terminador)»                                | 2:55     |  |
| 18.   | «"Все Это РЕЙВ" - Vse eto REYV - (Esto es todo una fiesta)»              | 3:27     |  |
| 43:56 |                                                                          |          |  |